# Skagens Rev
Skagens Rev er et sandrev ved Skagen, der som en forlængelse af Grenen strækker sig omkring 4 km mod østnordøst, hvor de to have Skagerrak mod vest, og Kattegat mod øst, mødes. Revet ligger ikke fast, men kan ændre kontur ved storme. Revet har altid været farlig for skibsfarten og ved østenden af revet ligger en lysbøje, hvor der i perioden 1878-1980 lå et fyrskib .